# Chaureopa
Chaureopa is een geslacht van weekdieren uit de klasse van de Gastropoda (slakken).

## Soorten
- Chaureopa depressa Climo, 1985
- Chaureopa hazelwoodi Climo, 1985
- Chaureopa microumbilicata Climo, 1985
- Chaureopa mossi (R. Murdoch, 1897)
- Chaureopa planulata (Hutton, 1883)
- Chaureopa roscoei Climo, 1985
- Chaureopa rustica (Suter, 1894)
- Chaureopa subdepressa Climo, 1985
- Chaureopa titirangiensis (Suter, 1896)